# Siljan
Der Siljan ist der siebtgrößte See Schwedens. Er liegt in der schwedischen Provinz Dalarna. Der See hat eine Fläche von 290 km², eine größte Tiefe von 134 Metern und ein Wasservolumen von ca. 8 km³. Er wird vom Fluss Österdalälven durchflossen. Ein weiterer Zufluss kommt vom nördlich gelegenen Orsasjön, der vom Oreälven gespeist wird.

## Geologie und Geographie
Die Geologie des Sees und seiner Umgebung wurde durch den Einschlag eines Asteroiden geprägt, der vor etwa 370 Millionen Jahren stattfand. Der ehemals vorhandene Einschlagkrater wurde mit jüngeren Sedimenten, vor allem Kalkstein, gefüllt. Der heutige See und die Umgebung sind durch die wiederholten Vergletscherungen im Eiszeitalter entstanden. Die Gletscher schürften die leichter zu erodierenden Gesteine der Kraterfüllung stärker aus als die der Umgebung. Daher zeichnen der Siljan und noch eine Reihe weiterer kleiner Seen die Umrisse des erodierten Kraters deutlich nach. Mit einem Durchmesser von 55 km ist die Siljan-Struktur die größte sichtbare Einschlagstruktur in Europa (siehe auch: Liste der Einschlagkrater der Erde).
Im Siljan befinden sich mehrere Inseln, von denen die 7,5 km lange und 4 km breite Insel Sollerön die größte ist. Am Ufer des Siljans liegen unter anderem die Orte Leksand, Mora und Rättvik. Zur Jahrhundertwende um 1900 gab es einen lebhaften Seeverkehr mit Dampfbooten. Heutzutage gibt es Ausflugsboote, die Sightseeingtouren von den oben genannten Orten aus unternehmen. Traditionelle Ruderwettbewerbe mit Kirchenbooten (traditionelle Boote für den sonntäglichen Kirchenbesuch) finden Ende Juni / Anfang Juli am See statt.
Am 20. März 2000 wurde der Asteroid (7770) Siljan nach dem See benannt.

## Weblinks

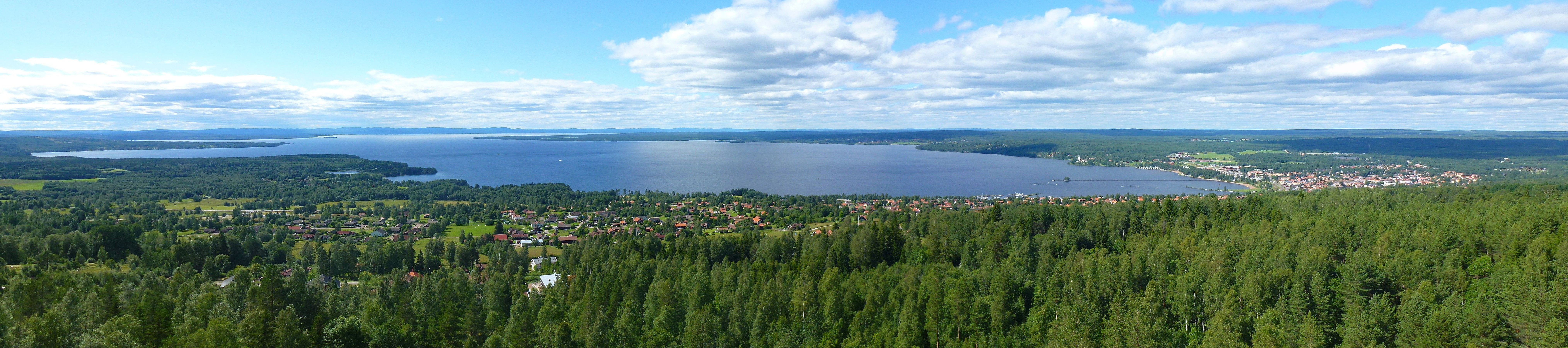